# At the Duke's Command
At The Duke's Command est un film muet américain réalisé par Thomas H. Ince et sorti en 1911.

## Fiche technique
- Réalisation : Thomas H. Ince
- Production : Carl Laemmle
- Date de sortie :  États-Unis : 6 février 1911

## Distribution
- King Baggot : Edward
- David Miles : le duc de Chatmoss
- Anita Hendrie
- Charles Arling
- Mary Pickford